# Giuseppe Fallarini
Giuseppe Fallarini (Vaprio d'Agogna, 4 maggio 1934 – Vaprio d'Agogna, 15 maggio 2023) è stato un ciclista su strada italiano.
Professionista dal 1956 al 1964, nel 1955 vinse la medaglia d'oro nella gara in linea dei Giochi del Mediterraneo.

## Carriera
Medaglia d'oro nella prima edizione dei Giochi del Mediterraneo nel 1955 a Barcellona nella gara in linea, ebbe buona fortuna anche tra i professionisti. Si aggiudicò infatti il Trofeo dell'U.V.I. (vinto grazie a due piazzamenti nel Giro delle Alpi Apuane, terzo, e al Gran Premio Industria - Quartara, secondo) e due classiche del ciclismo italiano quali la Coppa Bernocchi ed il Giro del Lazio, tutti nel 1960.
Ebbe buoni risultati anche nelle brevi corse a tappe grazie a caratteristiche fisiche che gli permettevano di reggere discretamente in salita, fu secondo alla Tre Giorni del Sud del 1960 e quarto al Giro di Sardegna 1962, oltre che terzo nella prestigiosa Roma-Napoli-Roma 1958.

## Palmarès
- 1955 (dilettanti)

Giochi del Mediterraneo, Prova in linea
- 1956 (Frejus, due vittorie)

2ª tappa Giro d'Europa (Fiume > Udine)
3ª tappa Giro d'Europa (Udine > Trento)
- 1958 (Asborno-Frejus, due vittorie)

2ª tappa, 1ª semitappa Roma-Napoli-Roma (Campobasso > Foggia)
Gran Premio Ceramisti di Ponzano Magra
- 1959 (Frejus, una vittoria)

Gran Premio Industria e Commercio di Prato
- 1960 (Ignis & Frejus, tre vittorie)

Coppa Bernocchi
Giro del Lazio
Gran Premio Ceramisti di Ponzano Magra
- 1961 (Molteni, una vittoria)

3ª tappa, 1 semitappa Tre Giorni del Sud (Matese > Matese, cronoscalata, ex aequo con Vito Taccone)
- 1962 (Molteni, una vittoria)

Gran Premio Ceramisti di Ponzano Magra

### Altri successi
- 1960 (Frejus)

Classifica generale Trofeo dell'U.V.I.

## Piazzamenti

### Grandi Giri
- Giro d'Italia

1956: ritirato
1957: 14º
1958: 19º
1959: 33º
1960: 36º
1961: 38º
1962: 17º
1963: 43º
- Tour de France

1958: ritirato (7ª tappa)
1959: fuori tempo massimo (12ª tappa)

### Classiche monumento
- Milano-Sanremo

1957: 68º
1958: 10º
1959: 35º
1960: 61º
1961: 98º
1962: 19º
1963: 50º
Parigi-Roubaix
1959: 62º
Giro di Lombardia
1958: 27º
1959: 21º
1960: 26º
1961: 21º

### Competizioni mondiali
- Campionati del mondo

Frascati 1955 - In linea Dilettanti: 7º